# Groß Rosenburg
Groß Rosenburg is een plaats en voormalige gemeente in de Duitse deelstaat Saksen-Anhalt, en maakt deel uit van de Landkreis Salzlandkreis.
Groß Rosenburg telt 1.756 inwoners.